# Вербовец (Мурованокуриловецкий район)
Вербове́ц (укр. Вербовець) — село в Мурованокуриловецком районе Винницкой области Украины.

## История
Вербовец был заштатным городом Ушицкого уезда Подольской губернии Российской империи и имел герб, утверждённый 22 января 1796 года: «В верхней части щита герб Подольский. В нижней — в красном поле, с левой стороны, вооруженная мечом рука, в означение предосторожности, по положению сего города близ границы. Сей герб присвоен по привилегии короля Сигизмунда III, от 7 июня 1607 года». В 1896 году население составляло 4128 человек.
Население по переписи 2001 года составляло 628 человек.

## Религия
В селе действует Свято-Покровский храм Мурованокуриловецкого благочиния Могилёв-Подольской епархии Украинской православной церкви.

## Адрес местного совета
23420, Винницкая область, Мурованокуриловецкий район, с. Вербовец, ул. Гагарина, 9